# Päivi Jukola
Päivi Kaarina Jukola, född 5 juni 1959 i Helsingfors, är en finländsk arkitekt, bildkonstnär och skulptör. 
Jukola bedrev arkitekturstudier vid Tekniska högskolan i Helsingfors 1982–1984 och 1988–1989 och studerade vid Konstindustriella högskolan. Hon studerade även vid Technische Hochschule i Wien 1979–1982 och vid Accademia di Belle Arti di Firenze 1984. Hon ställde ut första gången 1984 och höll sin första separatutställning 1986. Hon är främst känd för sina ofta mycket gåtfulla installationer, samarbete med arkitekter och konstverk i olika miljöer och arkitektoniska sammanhang. I sina installationer (till exempel i dåvarande Glogalleriet på Unionsgatan i Helsingfors 1988) har hon även använt ljudeffekter som en del av helheten. Mest känd är hennes vinnande miljökonstförslag (ej uppbyggt) bestående av en installation med 365 vid mörker belysta trädgårdsbänkar i broområdet vid Jyväsjärvi i Jyväskylä 1989. 